# Morrón de Mateo
El Morrón de Mateo es un cono volcánico de Cabo de Gata, situado al S del Majada Redonda. Está en la provincia de Almería, España. Solo conserva media parte del cono; y la ladera semicircular que mira hacia al E es lo queda de su cráter. Es el mayor yacimiento de bentonita de toda Cabo de Gata y posiblemente, de toda España.